# 東京工学院専門学校

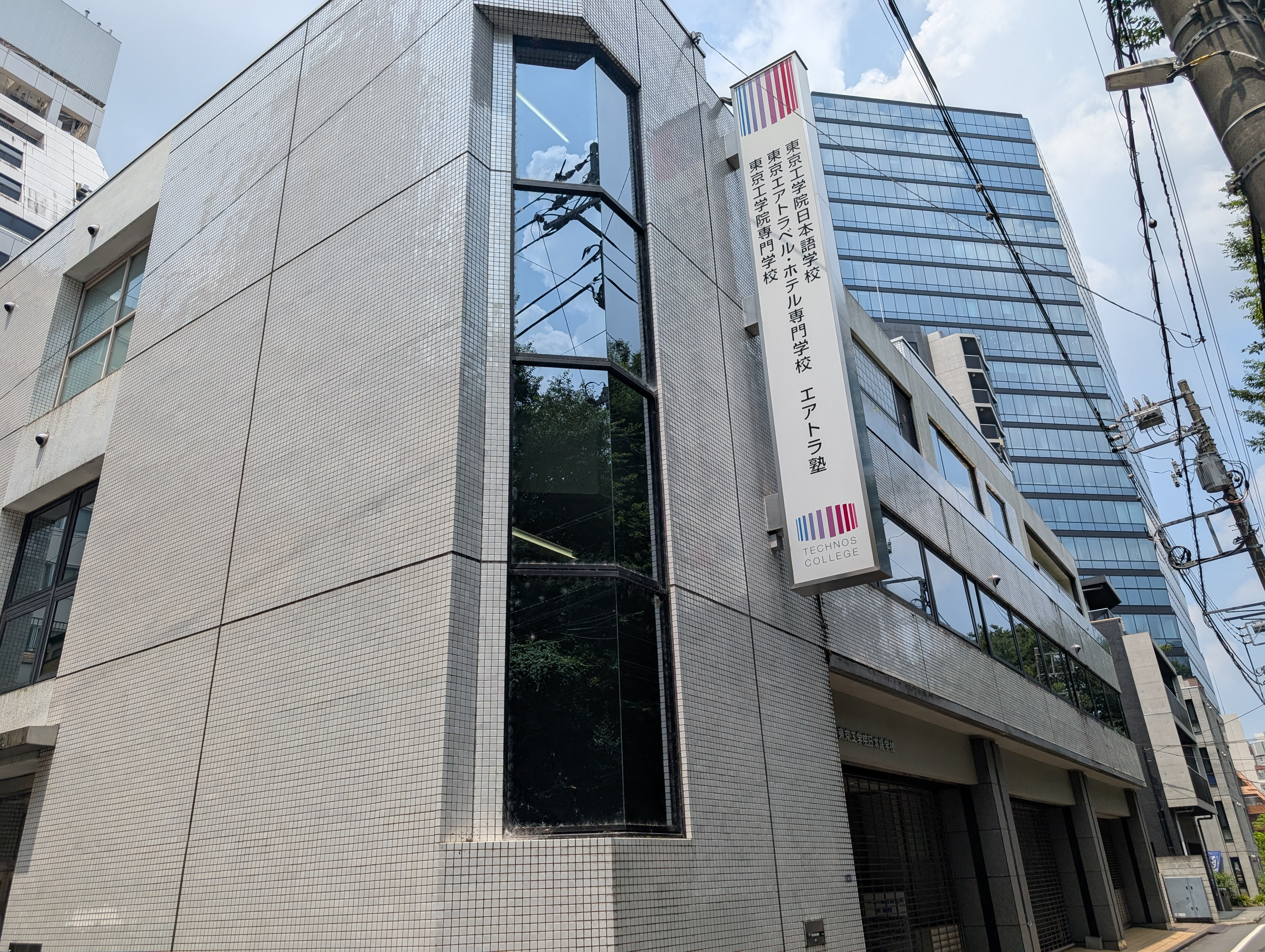
東京都渋谷区千駄ケ谷5丁目にある渋谷サテライトキャンパス。東京工学院日本語学校、東京エアトラベル・ホテル専門学校 エアトラ塾、東京工学院専門学校が設置されている。

東京工学院専門学校（とうきょうこうがくいんせんもんがっこう）は、東京都小金井市前原町にある私立専門学校（専修学校専門課程）。学校法人育英会が運営する。

## 概要
本校は「東京エアトラベル・ホテル専門学校」と2つの専門学校で構成され、計35学科78コースを有し「総合学院テクノスカレッジ」を形成している。

## 沿革
- 1959年：名城大学付属東京テレビ高等技術学校として設立。
- 1965年：学校法人育英会を設立し、東京テレビ高等技術学校を学校法人名城大学より移管
- 1966年：東京テレビ工学院に校名変更
- 1969年：東京工学院に校名変更、同時に校舎を渋谷区代々木に移転
- 1976年：東京工学院専門学校に校名変更
- 1979年：新宿校舎開校
- 1983年：情報学部を東京工学院情報専門学校に、芸術学部を東京工学院芸術専門学校にそれぞれ分離、独立校とする。
- 1991年：小金井校舎完成とともに、校舎を小金井市前原町の慶應義塾大学工学部管理工学科跡地[1]に移転。
- 1992年：東京工学院情報専門学校及び東京工学院芸術専門学校を統合。
- 1993年：東京工学院校友会　第1回総会小金井校舎にて盛大に開催される。
- 2000年：東京エアトラベル専門学校を「東京エアトラベル・ホテル専門学校」に校名改称。
- 2005年：東京工学院専門学校、東京エアトラベル・ホテル専門学校、 両校の呼称を総合学院テクノスカレッジとする。
- 2008年：ブランディング・プロジェクト、スタート。新しいシンボルマークを導入。
- 2009年：総合学院テクノスカレッジがアシアナ航空 採用指定校に認定される。
- 2012年：東京工学院とセリエAのインテルが提携を開始する。

### 交流校
- ペンブルック・カレッジ（イギリス、オックスフォード大学）
- オークランド工科大学（ニュージーランド）
- ベイツ大学（アメリカ）
- カールトン大学（アメリカ）
- ホバート・アンド・ウィリアム・スミス大学（アメリカ）
- ホープ大学（アメリカ）
- イリノイ・ウェズリアン大学（アメリカ）
- レイク・フォレスト大学（アメリカ）
- マッケンドリー大学（アメリカ）
- トリニティー大学（アメリカ）
- 堀越高等学校 - 2年生時に1日体験入学を行う授業で使用されている。

## 著名な講師
現在は務めていない者も含む。
- 杉本五郎 - 漫画家
- 立元幸治 - 評論家
- 田口昻 - 声優
- 平野昭 - 音楽学者
- 香取薫 - 情報学者
- 谷川史郎 - ギタリスト
- 速水翼 - 漫画家
- 帯ひろ志 - 漫画家
- 加藤淳 - デザインプランナー
- 片山圭司 - シンガーソングライター、作曲家
- 戸塚啓 - スポーツライター
- 叶精二 - 映像研究家
- 奥原崇 - サッカー選手、フットサル選手
- 川畑伸吾 - 陸上競技選手

## 著名な卒業生
- 哀川翔 - 俳優、タレント、歌手、司会者
- 鷲生功 - 俳優、演劇科卒業
- 佐倉康彦 - コピーライター、プランナー、クリエイティブディレクター
- 村谷嘉則 - テレビドラマディレクター、映画監督
- 日比愛子 - 声優、演劇・声優科卒業
- 柴田新之助 - ミュージシャン、作曲家
- 坪田敦史 - 航空ジャーナリスト、ライター、工学研究科卒業

## 大学併修コース
- 中央大学法学部通信教育課程 - 大学併修学科法律情報コースの併修先である
- 産業能率大学情報マネジメント学部通信教育課程 - 大学併修学科経営情報コースの併修先である
- 自由が丘産能短期大学能率科経営管理コース - 入学と同時に通信教育課程に入学し卒業時に短期大学士の学位を取得